# Cao Wenxuan
Pour les articles homonymes, voir Cao.
Dans ce nom, le nom de famille précède le nom personnel.
Cao Wenxuan (né en janvier 1954 à Yancheng) est un auteur chinois de livres pour enfants. 
Il est notamment l'auteur de Bronze et Tournesol, un roman qui raconte l'enfance d'un garçon muet et de sa petite sœur adoptée dans la Chine des années 1970.

## Œuvres traduites en français
- Bronze et Tournesol (Qing tong Kui hua), traduit par Brigitte Guilbaud, Philippe Picquier, 2010.
- Lampadaire n° 8 (Di 8 hao jie deng), illustré par Wen Na, Mille fleurs, 2013.
- Plume, illustré par Roger Mello, Fei, 2016.
- L'Été, illustré par Yu Rong, Fei, 2017.